# Nemea

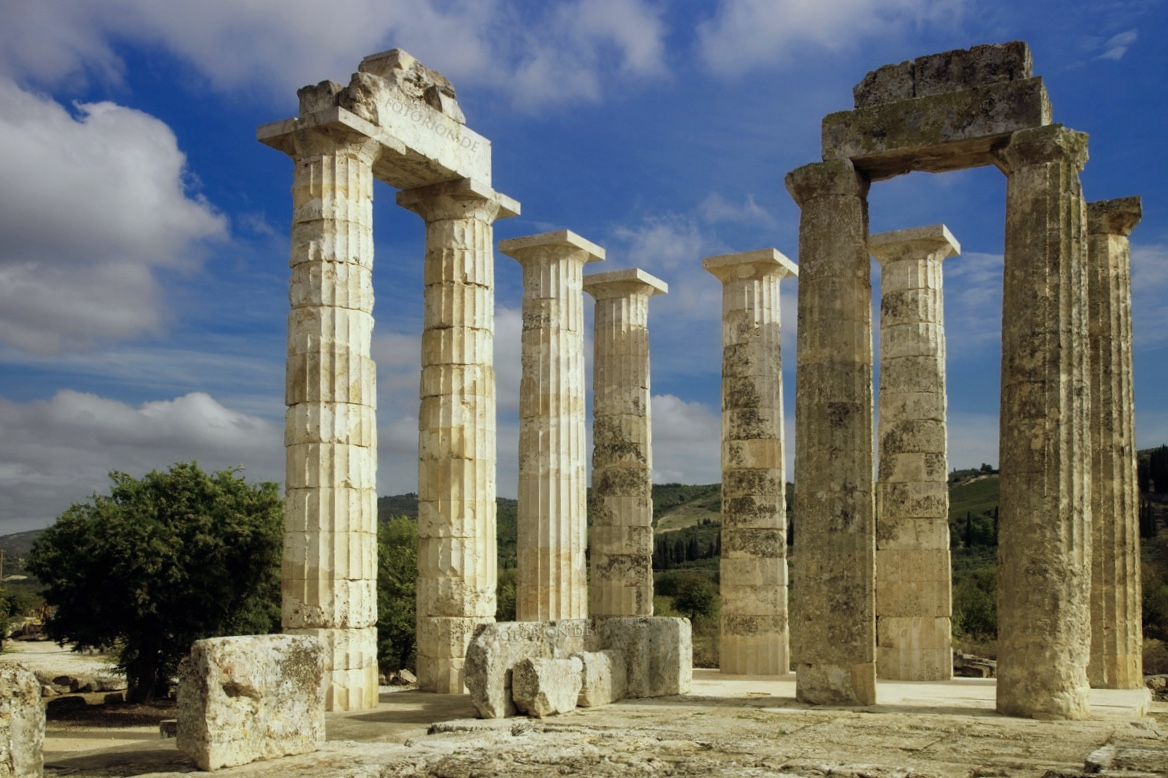
El templo de Zeus en Nemea.

Mapa con algunas de las principales ciudades de la antigua Argólida donde se aprecia la ubicación de Nemea al norte, junto a Cleonas.

Nemea (en griego, Νεμέα) era la sede de un santuario de Zeus y el lugar donde se celebraban los Juegos Nemeos. Estaba situada en el valle del río del mismo nombre, en la Argólide (Grecia). 
Formó parte del territorio de la polis de Cleonas, y posteriormente de la de Argos. Estaba situada entre las ciudades de Cleonas, a unos 5 km al este, y Fliunte, a unos 8 km al noroeste. Actualmente da nombre a dos localidades vecinas de Corintia: el pueblo de Antigua Nemea y el municipio de Nueva Nemea. Los restos arqueológicos de Nemea se encuentran hoy en día en el pueblo de Antigua Nemea, mientras que Nueva Nemea está situada a dos kilómetros más al oeste.

## Mitología

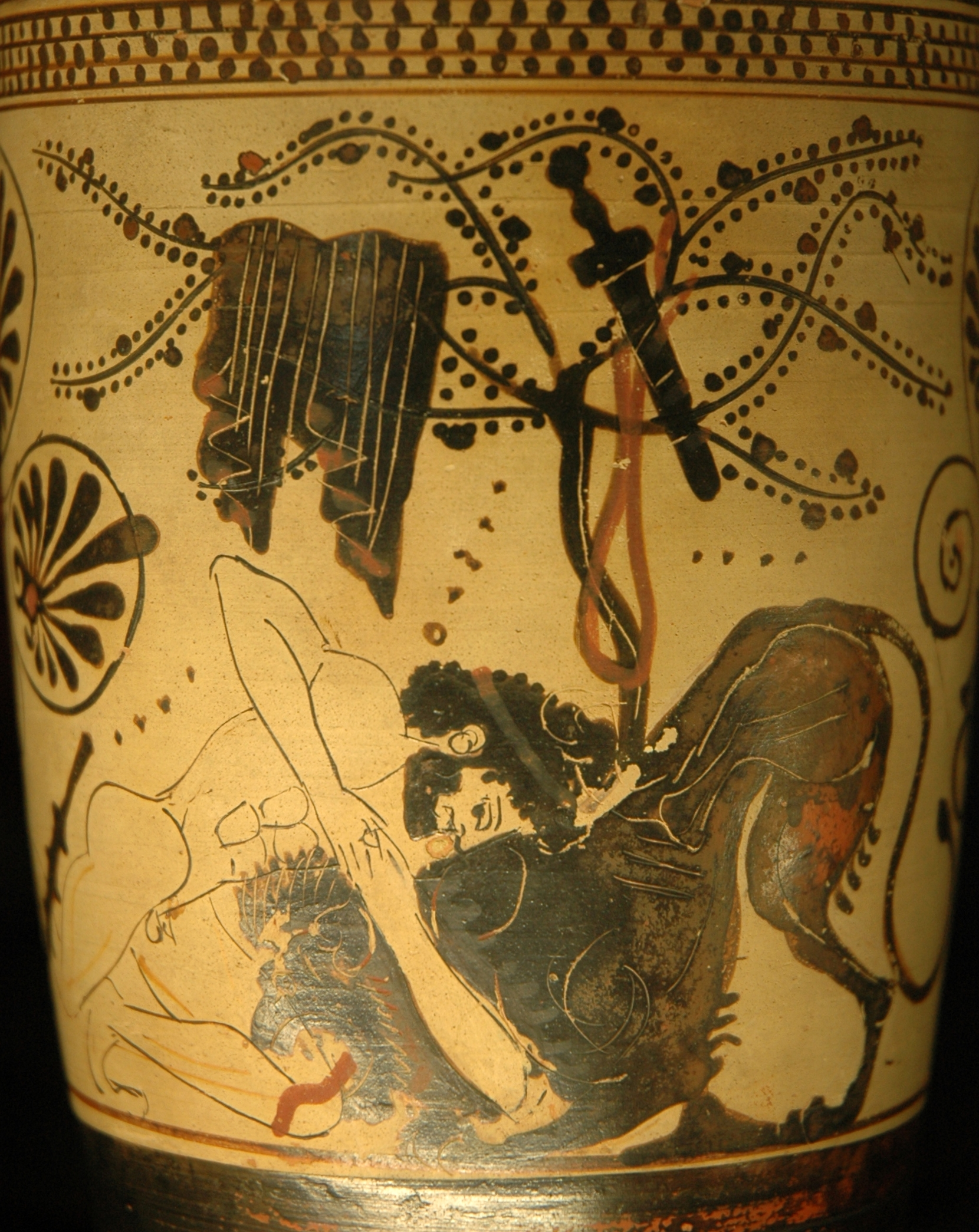
Heracles combatiendo con el león de Nemea. Lécito de fondo blanco de comienzos del París, Museo del Louvre.

Nemea es famosa en la mitología griega por habitar en sus bosques un famoso león, el cual murió a manos de Heracles como uno de sus heroicos doce trabajos.
Una tradición acerca del nombre del valle cuenta que éste se llamó así por la ninfa náyade Nemea, una hija del dios-río Asopo, mientras que otra, afirma que lo obtuvo de la Danaide Nemea, a la que tocó en suerte dicho valle en el reparto que se hizo de la Argólida entre ella y sus hermanas. Por último, existe una tercera tradición, que dice que su nombre deriva del hecho de que Argos llevase a dicho valle sus rebaños a pastar, en griego νεμέθω.
Se decía que en el monte Ápesas, que está situado sobre el santuario de Nemea, fue donde Perseo hizo el primer sacrificio a Zeus Apesantio.
La lemnia Hipsípila, que había sido vendida como esclava a Licurgo y Eurídice, reyes de Nemea, cuidaba del hijo de ambos, llamado Ofeltes. Pero tuvo que guiar hasta una fuente al ejército argivo que iba a luchar contra Tebas en el episodio mítico de los siete contra Tebas y, mientras dejó al pequeño sobre una mata de apio alta, una serpiente lo mató. Después de este suceso los argivos instituyeron, en homenaje funerario al pequeño (al que renombraron Arquémoro), los Juegos Nemeos. Pausanias ubicaba las tumbas de Ofeltes/Arquémoro y de Licurgo en Nemea.

## Historia
Está documentado que Nemea acogía los Juegos Nemeos por lo menos desde 573 a. C., que se celebraban cada dos años, en el mes de julio y los vencedores recibían una corona de apio.
Los habitantes de Argos hacían sacrificios a Zeus en Nemea, por lo que les correspondía el derecho a elegir uno de los sacerdotes del templo.
Fue escenario de una batalla en el año 394 a. C. de la guerra de Corinto entre los corintios, atenienses, argivos, eubeos, beocios y otros aliados frente a los lacedemonios y sus aliados en la que vencieron estos últimos.
Los juegos siguieron realizándose en Nemea hasta que en torno al 270 a. C. se trasladaron a Argos. Arato de Sición trató de que volvieran a realizarse en Nemea en el 235 a. C. Posteriormente se realizaron de manera alternativa en Argos y Nemea hasta que la sede se trasladó a Argos de manera permanente.

## Arqueología
En 1776 se realizó una primera pequeña excavación en Nemea. Más de un siglo después, la Escuela Arqueológica Francesa realizó excavaciones durante el periodo comprendido entre 1884 y 1912. Entre 1924 y 1926 tuvieron lugar otras excavaciones dirigidas por la Escuela Americana de Estudios Clásicos. Desde 1973 hasta 1986 hubo una nueva campaña realizada por la Universidad de Berkeley (Estados Unidos).
En el sitio arqueológico se hallan las ruinas del templo de Zeus, del siglo IV a. C., levantado sobre las ruinas de uno anterior del que sólo se conserva uno de los muros. Se trata de un templo dórico períptero hexástilo, pero también tiene columnas de orden jónico y corintio.
El estadio se encuentra a unos 400 m del templo. Tenía una capacidad para unos 40 000 espectadores.
Hay también restos de un altar alargado donde los atletas realizaban juramentos y sacrificios antes de competir. En el sitio arqueológico se hallan también varios tesoros, un albergue para los extranjeros (xenon), otro para los atletas, casas para los jueces y unos baños públicos.
El material descubierto en las excavaciones se exhibe en el Museo Arqueológico de Nemea, construido por la Universidad de Berkeley.